# 盲人读物

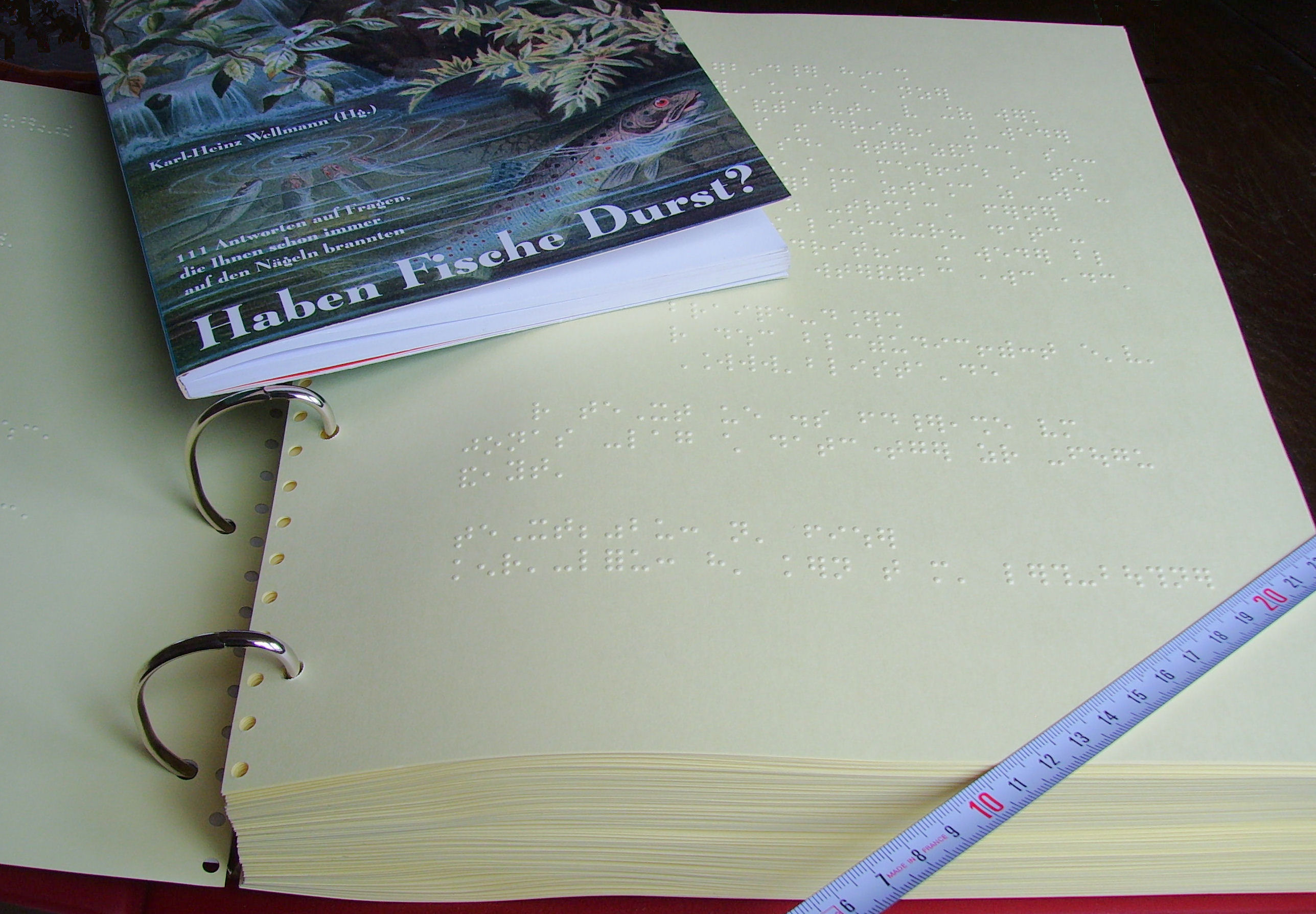
一本盲人读物及其对应普通印刷版本。

盲人读物（法語：cécogramme，法語發音：[sekɔɡʁam]）是供失明人士阅读的书籍报刊等印刷品。因其以盲文印刷，又称作盲文读物、盲人文件。

## 简介
盲人读物以盲文印刷。其纸张要比一般书籍使用的纸张更加厚实，以便于在上面印出有凹凸感的盲文。相对于普通书籍来说，盲人读物更加厚重，尺寸也相对更大。制作成本方面，由于要消耗更多纸张，以及人工成本等因素，一本盲人读物的制作成本要比对应的普通读物高出许多。例如在中国大陆，2005年时一期普通版《读者》杂志的零售价为3元人民币，而同期盲文版《读者》杂志仅成本就高达210元人民币，是普通版的70倍。
世界各地对于盲人读物的出版流通都会给予一定优惠政策，比如盲人读物不受版权限制、通过邮政渠道寄送盲人读物免费或仅收取极低费用等。